# Poul-Henrik Trampe
Poul-Henrik Vedel Trampe (født 20. august 1944 i København, død 23. september 1982) var en dansk journalist og forfatter.
Han var søn af professor, dr.med. Poul V. Marcussen og Tove Dagny Marcussen.
Han tog studentereksamen i 1963 og læste 1963 – 1969 ved Københavns Universitet, hvor han studerede jura og medicin.
Fra 1970 til 1974 var han journalist ved Politiken.
Poul-Henrik Trampe blev gift den 11. juni 1975 med mag.scient.soc. Jette Pio (født 11. juni 1947).
Poul-Henrik Trampe havde som forfatter et bredt virkefelt og skrev blandt andet underholdningsromaner, krimier, børnebøger, revytekster, musical- og grammofonpladetekster. Han skrev filmmanuskripterne til de to første film i serien om Familien Gyldenkål (Familien Gyldenkål og Familien Gyldenkål sprænger banken).
I en del af hans 14 kriminalromaner var politimanden Jørgensen en gennemgående figur, i de første romaner kun som bifigur.
Han medvirkede selv som skuespiller i en birolle i den første film om Familien Gyldenkål.
Han var desuden radiovært for DR og lavede programmet "plader jeg hader".
Poul-Henrik Trampe var maniodepressiv.
Under en tur med Oslobåden mod Norge forsvandt han sporløst den 23. september 1982. Hans lig drev i land i Kristiansand i Norge.